# 獅子山殖民地和保護國
獅子山殖民地和保護國（Sierra Leone Colony and Protectorate）是大英帝國在非洲的殖民地之一，位於現今的塞拉利昂。存在時間為1808年至1961年。
十八世紀末，一些北美洲被解放的非洲奴隸（被稱為新斯科細亞定居者）藉由獅子山公司在1792年於西非海岸建立了弗里敦。1808年英國宣布此地納入直轄殖民地。弗里敦自1821年起成為英屬西非的行政中心。
1960年代開啟非洲的非殖民化，獅子山在1961年從英國獨立，並成為大英國協的成員。米爾頓·馬爾蓋成為第一任總理。